# 接骨木白粉菌
接骨木白粉菌（学名：Erysiphe sambuci）是属于白粉菌目白粉菌科白粉菌属的一种真菌，寄生在接骨木属植物上。该种分布于中国、巴基斯坦。